# انواع میگ-۲۱
این فهرست انواع و گونه‌های مختلف ساخته شده میگ-۲۱ است.

## انواع

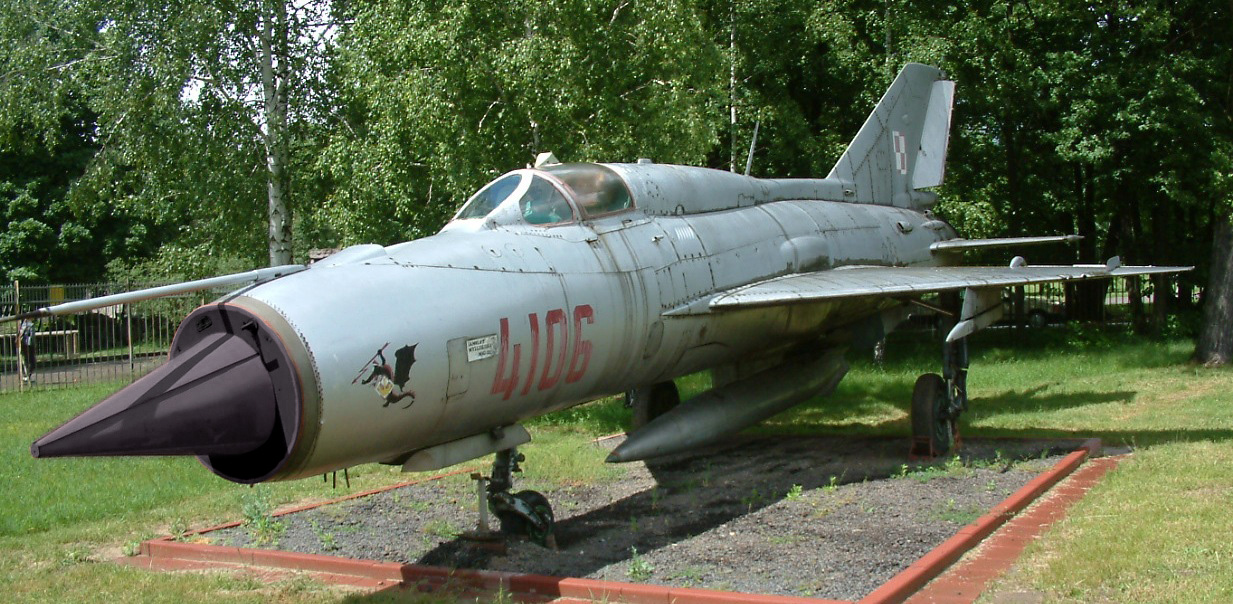
نیروی هوایی لهستان

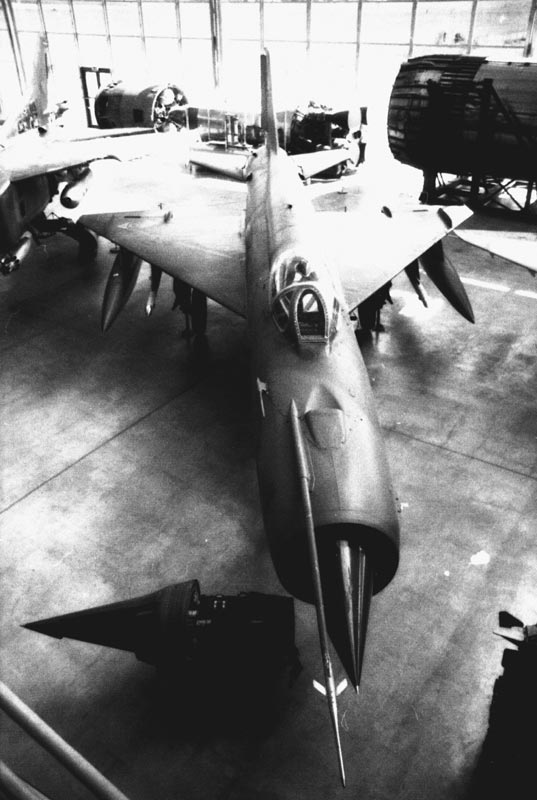
میگ-۲۱ در موزه آلمان در مونیخ

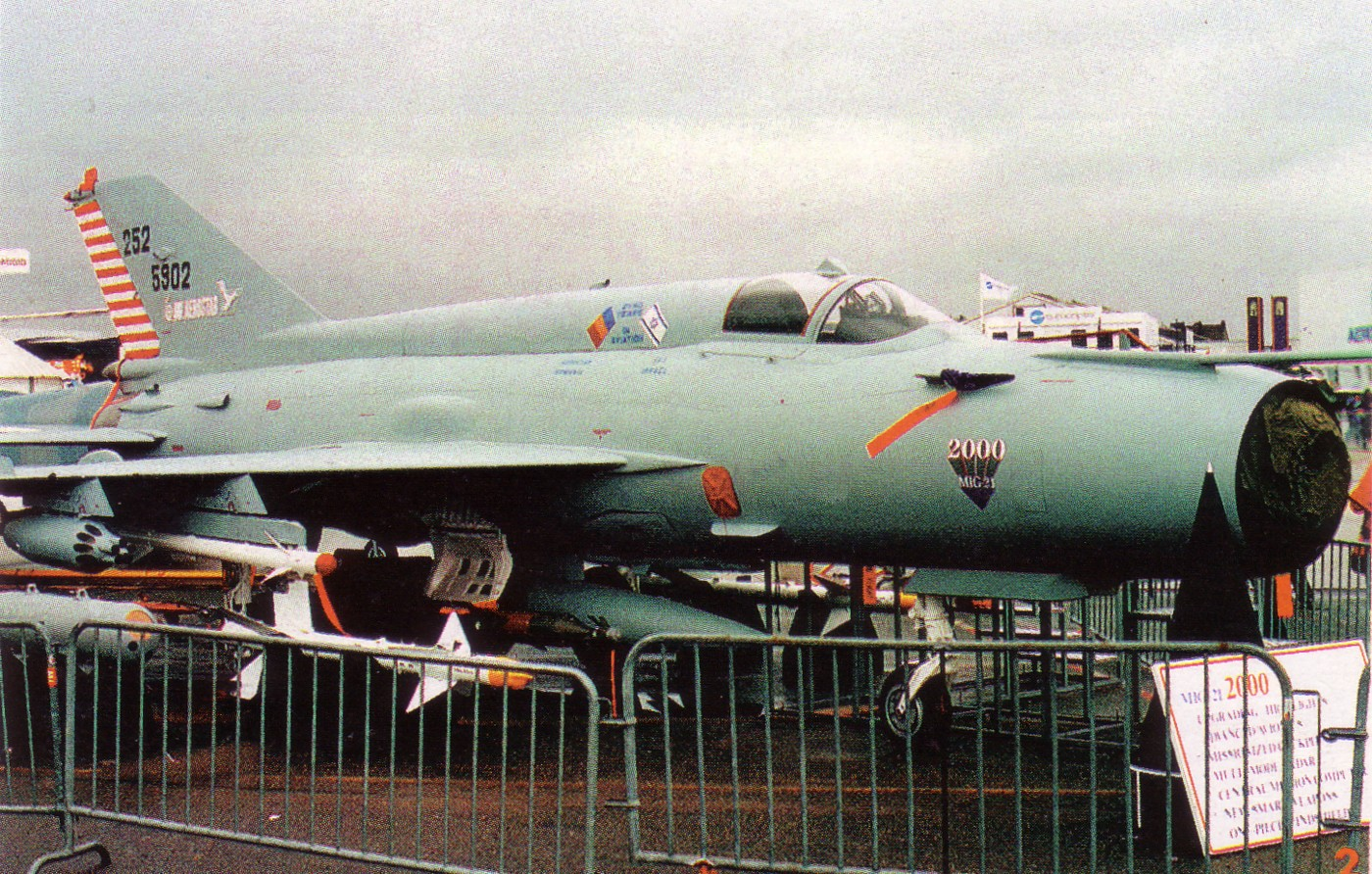
میگ-۲۱ مدل ۲۰۰۰

'اسامی داخل پرانتز نام ناتو یا سایر نامگذاریهای متفرقه می‌باشند
- Ye-2 aceplate

پیش نمونه با بال پسگرا.
- Ye-4 I-۵۰۰

اولین پیش نمونه با بال دلتا.
- Ye-5 Fishbed

نمونه تحقیقاتی با بال دلتا.
- Ye-۶

۳ هواپیمای پیش تولید شده.
- MiG-۲۱

سری اول تولید شده.
- MiG-21F NATO: Fishbed-B

هواپیمای تک سرنشینه روز پرواز. حدود ۴۰ فروند از آن ساخته شد. این هوایما ۲۱۶۰ لیتر سوخت حمل می‌کرد و با موتور آر-۱۱ تجهیز شده بود. دارای دو توپخانه ۳۰ میلیمتری و با توانایی حمل دو بمب ۵۰ تا ۵۰۰ کیلویی.
- Ye-۵۰

پیش نمونه با بال برگشته.
- Ye-۶۶

نمونه تک سرنشین که جهت شکستن رکورد سرعت ساخته شد.
- Ye-66A

نمونه‌ای که برای شکستن رکورد ارتفاع ساخته شد.
- Ye-66B

نمونه تقویت شده با راکت که جهت رکورد زمان-ارتفاع زنان طراحی شد.
- Ye-۷۶

نامی که برای میگ-پی اف به کار می‌رود و برای رکوردهای پروازی زنان به کار می‌رفت.
- Ye-۱۵۰

نمونه رهگیر، مدل بزرگ شده میگ-۲۱.
- Ye-152 NATO Flipper

یک مدل بزرگ شده با توانایی شکستن چندین رکورد جهانی ساخته شد.
- MiG-21F-۱۳ NATO Fishbed-C

نمونه تک سرنشین کوتاه برد و روزپرواز. اولین مدل با تولید انبوه بود و با موتور آر-۱۱ تجهیز می‌شد. مسلح به دو موشک ویمپل و یک توپ ۳۰ میلیمتری بود. تایپ ۷۴ نامگذاری نیروی هوایی هند است و مدل تولید شده در چین جی-۷ یا اف-۷ (مخصوص صادرات) نام گرفت که همین مدل به ایران صادر شده‌است.
- MiG-21FL

مدل صادراتی میگ-۲۱ پی اف. تحت لیسانس در هند ساخته شد و تایپ ۷۷ نام گرفت.
- MiG-21I NATO Analog

جهت طراحی بال تی یو-۱۴۴ مورد آزمایش قرار گرفت. یک مدل حمل و نقل می‌باشد.
- MiG-21 SPS

مدل ساخته شده برای آلمان شرقی
- MiG-21P NATO Fishbed-D / Fishbed-E
- MiG-21P NATO Fishbed-D / Fishbed-E

تک سرنشینه مدل رهگیر و برای پرواز در همه شرایط آب و هوایی با محدودیت.
- MiG-21PF NATO Fishbed-D / Fishbed-E

مجهز به رادار آر پی ۲۱.
- MiG-21PF (SPS) NATO Fishbed-E
- MiG-21PFM NATO Fishbed-F

تک سرنشینه برای پرواز در همه شرایط آب و هوایی با محدودیت. دارای موتور و رادار ارتقا یافته.
- MiG-21PFS NATO Fishbed-F

تک سرنشینه برای پرواز در همه شرایط آب و هوایی با محدودیت. دارای موتور و رادار ارتقا یافته.
- MiG-21 NATO Fishbed-G

مدل آزمایشی برای نشست و برخاست از باند کوتاه.
- MiG-21R NATO Fishbed-H

مدل تک سرنشینه جهت عملیات شناسایی تاکتیکی از میگ-۲۱ پی اف ام
- MiG-21RF NATO Fishbed-J

مدل تک سرنشینه جهت عملیات شناسایی تاکتیکی از میگ-۲۱
- MiG-21S NATO Fishbed-J

تک سرنشینه رهگیر مجز به رادار تقویت شده آر پی ۲۲
- MiG-21SM

تک سرنشینه رهگیر مجز به موتور تقویت شده R۱۳–۳۰۰
- MiG-21PFV

مدل رهگیر با توانایی پرواز در ارتفاع بالا (مدل ام برای نیروی هوایی یوگسلاوی)
- MiG-21M

مدل نیروی هوایی لهستان که با موتور آر-۱۳ تقویت شد. در هند با نام تایپ ۹۶ ساخته شد.
- MiG-21MF

مدل صادراتی مجهز به موتور آر-۱۳
- MiG-21MF NATO Fishbed-J

مدل تک سرنشینه چند منظوره، مجهز به رادار آر پی-۲۲ و موتور R-۱۳–۳۰۰
- MiG-21MF-R

بعد از خروج میگ-۲۱ آر از خدمت در نیروی هوایی بلغارستان در ۱۹۹۵ گروهی از مهندسان میگ-۲۱های ام-اف را با محفظه‌های شناسای میگ-۲۱ آر مجهز کردند.
- MiG-21SMT NATO Fishbed-K

مدل تک سرنشینه و چند منظوره. قدرت گرفته با یک موتور تامنسکی آر-۱۳. با افزایش ظرفیت سوخت و توانایی جنگ الکترونیک * MiG-21bis NATO Fishbed-L
مدل تک سرنشینه چند منظوره و حمله زمینی. مدل تولیدی نهایی تا ۱۹۷۷ در روسیه و تا ۱۹۸۷ در هند ساخته می‌شد. این مدل با موتور تامنسکی آر-۲۵–۳۰۰ مجهز و توانایی حمل ۲۸۸۰ لیتر سوخت داشت. موتورهای آن توانایی ایجاد پس سوخت فوق‌العاده تا ۳ دقیقه را داشتند/ این هواپیما می‌تواند در ۱۸ ثانیه از سرعت ۶۰۰ کیلومتر در ساعت به ۱۱۰۰ کیلومتر بر ساعت برسد. سرعت صعود آن ۲۲۵ متر بر ثانیه‌است. در مقایسه با اف-۱۴ که ۱۵۲ متر بر ثانیه می‌تواند صعود داشته باشد.
- MiG-21 bis NATO Fishbed-N

مدل تک سرنشینه چند منظوره و حمله زمینی.
- MiG-21U NATO Mongol-A

مدل دو سرنشینه آموزشی میگ-۲۱-اف-۱۳.
- MiG-21US NATO Mongol-B

مدل دو سرنشینه آموزشی.
- MiG-21UT

مدل دو سرنشینه آموزشی.
- MiG-21UM NATO Mongol-B

مدل دو سرنشینه آموزشی از مدل ام اف.
- JJ-۷

مدل دو سرنشینه آموزشی جی-۷.
- FT-۷

نامگذاری مدل صادراتی جی-۷.
- MiG-21-93 Bison

مدل ارتقا یافته مخصوص صادرات که نیروی هوایی هند اولین مشتری آن بود. مجهز به رادار هوایی فازوترون کوپیو، با توانایی رهگیری همزمان ۸ هدف و درگیری با دو تا از آنها توسط موشک نیمه فعال راداری آر-۲۷. این رادار با اضافه کردن کانالها همچنین توانایی به کاربردن موشکهای راداری فعال هوا به هوا نظیر آر-۷۷ را دارد. تبلیغات روسیه این مدل را هم قدرت با اف-۱۶ ذکر کرده‌است.
- MiG-۲۱–۹۷

مدل ارقا یافته میگ-۲۱–۹۳. مجهز به موتور آر-دی-۳۳. روسها مدعی هستند که در یک ارزیابی در فرودگاه رامنسکوی این هواپیما در برابر اف-۱۶ در جنگ نزدیک هوایی با امتیاز ۴ به یک پیروز شده‌است.
- MiG-21 Lancer

میگ-۲۱ بیس-دی کرواسی که نسخه ارتقا یافته مدل نیروی هوایی رومانی است که توسط شرکت البیت اسراییل و آئرواستار رومانی انجام شد. لنسر-ای برای حمله زمینی و حمل مهمات با هدف‌گیری دقیق غربی و شرقی همچون آر-۶۰ و آر-۷۳ و همچنین پیتون-۳ را دارد. لنسر-بی مدل آموزشی بود و لنسر سی مدل جنگنده برتری هوایی بود. دارای دو نمایشگر کریستال مایع و سیستم نشانی گیری سوار شده روی کلاه.
- MiG-21MFN

مدل ارتقا یافته نیروی هوایی چک (سیستمهای ناوبری و ارتباطی سازگار با ناتو)
- MiG-21bisD/UMD

مدل ارتقا یافته در ۲۰۰۳ برای نیروی هوایی کرواسی با اجزایی از لنسر استاندارد. برای یک دوره دهساله مدرن سازی شده‌است اما قرار است تا سال ۲۰۱۱ از سرویس خارج شود. گزارش شده که این مدل توانایی حمل موشکهای ضدکشتی سوئیسی آر بی اس-۱۵اف را دارد.
- Mig-۲۱–۲۰۰۰

مدل تک سرنشینه قرن بیست و یکم. که توسط صنایع هوا و فضای اسرائیل ارتقا داده می‌شود.
فرایند ارتقا در سال ۱۹۹۵ آغاز و مدل پیشرفته اولین پرواز خود را در آوریل ۱۹۹۸ با موفقیت انجام داد. تغییرات انجام شده در این هواپیما جهت رویارویی در برابر جنگنده‌های هم‌عصر غربی انجام شده‌است. تغییرات در کابین خلبان شامل قرار دادن یک نمایش سربالا (HUD)، نمایشگرهای و کنترل گرهای اضافی و پیشرفته بود. این تغییرات جهت کاهش شلوغی کابین و بهبود ارتباط خلبان با هواپیما ایجاد شد. همچنین با اضافه کردن سیستم نمایش و هدف گیری (DASH) امکان قفل جنگ‌افزار با جهت نگاه خلبان میسر شد. تغییرات در جنگ‌افزارها و سیستم ارتباطی و هدایت سلاح داده شد که همگی باعث بهبود عملیاتهای هوا به زمین و همچنین توانایی درگیری با اهداف فراتر از دید را میسر کرد. همچنین سیستم جنگ الکترونیک هواپیما ارتقا داده شد و توانایی حمل موشکهای اسراییل پیتون به این هواپیما داده شد. علاوه بر اینها سیستم هوانوردی هواپیما به طور کلی با یک سیستم ساخت لاهاو اسرائیل جایگیزین شد و توانایی ناوبری با جی پی اس و همچنین امکان نسب رادار EL/M-۲۰۳۲ ساخت صنایع الکترونیک التا به این هواپیما داده شد.